# Stalachtis lineata
Stalachtis lineata är en fjärilsart som beskrevs av Guérin-meneville 1844. Stalachtis lineata ingår i släktet Stalachtis och familjen juvelvingar. Inga underarter finns listade i Catalogue of Life.